# Balonmano Deportivo Castelldefels
Balonmano Deportivo Castelldefels (en catalán Handbol Esportiu Castelldefels) es la sección de balonmano español de Castelldefels, Bajo Llobregat, fundado en 1973. 
Creado como club deportivo (balonmano, futbol sala, tenis, voleibol, patinaje) bajo el patrocinio del Hotel Rancho de Castelldefels y con la colaboración de otras entidades del municipio, el primer nombre del equipo fue Club Balonmano Rancho y lo presidió Francisco Gordo Guarinos.
Compitió en divisiones autonómicas catalanas, consiguiendo el ascenso a la Primera División española en la temporada 1977-78.El equipo campeón de segunda división y que ascendió estaba formado por Rosa Campamé, Cristina Pena, Lydia Pena, Montse Pujol, Lidia Gordo, Isabel Grima, M. Luisa Ruiz, Nuri Bonsoma. Cristina Santiago, Julia Cano, M. Carmen Gil y Ángeles Casafont. 
Su máxima relevancia como equipo se desarrolló a finales de los años 80, donde el club se proclamó campeón de la Copa de Reina en 1980 y consiguió dos subcampeonatos de Liga (1979-80 y 1980-81 ganadas por un Balonmano Mar Valencia), siendo uno de los equipos referentes del balonmano femenino español por aquél decenio.
Desapareció en 1987y, en 1991, con el apoyo de José Luis Álvarez, se refundó el club con el nombre actual.
En esta segunda etapa, consiguió una Supercopa de Cataluña en la temporada 2012-13.
Juega sus partidos en el pabellón municipal Can Vinader y dispone de equipo masculino, categorías inferiores y escuela base. Algunas de sus jugadoras más destacadas fueron Rosa Campama, Lidia Gordo, Mª Luisa Ruiz, Julia Cano, Isabel Grimau, Lydia Pena, Cristina Gómez, Judith Sans,... entre otras.

## Palmarés
- 1 Copa de la Reina : 1979-80
- 1 Supercopa de Cataluña de balonmano femenina : 2012-13